# La Ménagerie de verre (film, 1950)
Pour les articles homonymes, voir La Ménagerie de verre (homonymie).
Pour plus de détails, voir Fiche technique et Distribution.
La Ménagerie de verre (titre original The Glass Menagerie) est un film dramatique américain réalisé par Irving Rapper, sorti en 1950.

## Synopsis
Alors qu'il est en service dans la marine marchande, Tom Wingfield se remémore sa vie dans un appartement délabré de St. Louis avec sa mère Amanda, bercée d'illusions, et sa jeune sœur handicapée Laura, et leur histoire est présentée sous forme de flashback. Abandonnée par son mari, Amanda est contrainte de vendre des abonnements à des magazines pour compléter le maigre revenu de son fils employé dans un magasin, mais continue de se considérer supérieure à ses voisins de la classe laborieuse. Inquiète à propos de sa fille, une timide solitaire qui prend des cours pour devenir secrétaire, mais qui ne s'intéresse vraiment qu'à sa collection de figurines d'animaux en verre, Amanda exhorte Tom à ramener à la maison un ami susceptible d'être intéressé de sortir avec sa sœur. Il finit par céder et invite Jim O'Connor à dîner.
Amanda, que le souvenir de ses gracieuses jeunes années de belle du Sud pousse à vouloir la même chose pour sa fille, est excitée à l'idée que Laura aura finalement un soupirant gentleman. Déterminée à faire une bonne première impression, elle prépare un repas élaboré, mais des complications surviennent quand Laura apprend le nom de l'hôte attendu, un garçon qu'elle se rappelle avoir été le plus populaire au lycée. Simulant la maladie, elle commence à refuser de se joindre au dîner, mais Amanda l'encourage à rejoindre finalement le groupe, puis s'arrange pour que Laura et Jim se retrouvent seuls. Réalisant qu'elle souffre d'un complexe d'infériorité, ce dernier la fait sortir de sa coquille en montrant de l'intérêt pour sa collection puis en la persuadant de danser avec lui. Trébuchant, Laura fait tomber une licorne de verre, qui en perd sa corne. D'abord bouleversée par l'incident, elle se rend compte que la perte de la corne rend la licorne plus proche d'un cheval et par là moins remarquable, tout comme elle-même se trouve remarquable à cause de sa claudication prononcée.
Jim propose à Laura de l'accompagner à la salle de bal "Paradise", et Amanda est ravie, jusqu'à ce qu'il mentionne qu'il est fiancé avec Betty. Laura lui donne la licorne cassée et l'invite à revenir un jour avec sa fiancée, mais après son départ, sa mère désespérée réprimande Tom d'avoir soulevé en elle de faux espoirs. Laura est plus compréhensive et rappelle à son frère qu'elle l'aime. Apparemment délivrée de sa claudication et retrouvant une confiance en soi, Laura attend la visite d'un autre soupirant dans un final optimiste et décalé.

## Fiche technique
- Titre français : La Ménagerie de verre
- Titre original : The Glass Menagerie
- Réalisation : Irving Rapper, assisté de Don Alvarado (non crédité)
- Scénario : Peter Berneis et Tennessee Williams d'après la pièce La Ménagerie de verre de Tennessee Williams
- Musique : Max Steiner
- Photographie : Robert Burks
- Montage : David Weisbart
- Direction artistique : Robert M. Haas
- Costumes : Milo Anderson
- Producteur : Charles K. Feldman et Jerry Wald
- Société de production : Charles K. Feldman Group
- Société de distribution : Warner Bros. Pictures
- Pays de production :  États-Unis
- Langue : anglais
- Genre : Film dramatique
- Format : Noir et blanc - Son : Mono (RCA Sound System)
- Durée : 107 minutes
- Date de sortie : 
  - États-Unis : 28 septembre 1950 New York
  - France :  6 janvier 1954

## Distribution
- Jane Wyman : Laura Wingfield
- Kirk Douglas : Jim O'Connor
- Gertrude Lawrence : Amanda Wingfield
- Arthur Kennedy : Tom Wingfield
- Ralph Sanford : Mendoza
- Ann Tyrrell : Fonctionnaire
- John Compton : Homme
- Gertrude Graner : Professeur

Acteurs non crédités :
- Sarah Edwards : Mme Miller
- Louise Lorimer : Mlle Porter
- Sean McClory : Richard